# Impero giapponese
Con Impero giapponese (大日本帝国?, Dai Nippon Teikoku, lett. "Impero del Grande Giappone") ci si riferisce comunemente al periodo della storia del Giappone che ha inizio con la restaurazione Meiji e termine con la fine della seconda guerra mondiale (comprendente quindi il periodo Meiji, il periodo Taishō e parte del periodo Shōwa).
Politicamente si riferisce al periodo che inizia in Giappone con l'istituzione delle prefetture in sostituzione dei domini feudali (廃藩置県?, Haihanchiken) dal 14 luglio 1871, continua con l'espansione nel Pacifico e nell'Oceano Indiano, fino al 2 settembre 1945, quando il Giappone firma la resa. Costituzionalmente si riferisce invece al periodo compreso tra il 29 novembre 1890 e il 3 maggio 1947.
Il Paese era stato denominato Impero del Giappone sin dai domini feudali contrari allo shogunato, le province di Satsuma e Chōshū, che formarono il nucleo del nuovo governo durante la restaurazione Meiji. Tuttavia solamente a partire dal 1889, con la Costituzione dell'Impero del Giappone, il titolo Impero del Giappone venne ufficialmente utilizzato per la prima volta e soltanto nel 1936 tale denominazione venne legalizzata per denominare il Paese. Fino ad allora le denominazioni Nihon ("Giappone"), Dai Nihon ("Grande Giappone"), Dai Nihon-koku ("Stato del Grande Giappone") e Nihon Teikoku ("Impero del Giappone") venivano tutte utilizzate. Nel 1946, durante l'occupazione americana del Giappone, iniziò la ristrutturazione del sistema di governo del Giappone, che iniziò proprio con la modifica della denominazione ufficiale del Paese in Stato del Giappone (日本国?, Nihon-koku) e fu seguita l'anno dopo dalla stesura della nuova Costituzione del Giappone.

## Storia

### Fine del XIX secolo
La nazione veniva da secoli di isolamento (sakoku), infatti solo nel 1868 con l'inizio del periodo Meiji il Giappone iniziò il processo di sviluppo che lo portò rapidamente a consolidarsi tra le potenze mondiali. Il Paese abolì l'antico sistema feudale retto dai Tokugawa e si apprestò a modernizzarsi.
L'Impero giapponese alla fine del XIX secolo viveva l'inizio di un'epoca di grande sviluppo economico. Mentre gli Stati Uniti diventavano il più potente Paese industriale del mondo, il Giappone fu investito da un'ondata di innovazione a opera di un'oligarchia decisa a mettere il Paese su un piede di parità con l'Occidente. Una grave frattura nelle file dell'oligarchia fu determinata dall'atteggiamento da assumere verso la Corea, il cui governo respinse nel 1872 l'offerta di stabilire relazioni con il Giappone.
L'ala più tradizionalista chiedeva la guerra immediata mentre l'altra, più riformista, intendeva proseguire nell'ammodernamento del Giappone prima di iniziare un processo di espansione: quest'ultima riuscì a imporre la propria linea politica. Le ingenti spese sostenute nel decennio di inizio della modernizzazione avevano messo in crisi la finanza pubblica e determinato inflazione e aumento dei prezzi.

### XX secolo
Il Giappone sconfisse la Russia nella guerra russo-giapponese del 1905 e partecipò alla prima guerra mondiale dalla parte dell'Intesa, limitandosi a occupare i possedimenti tedeschi nell'Oceano Pacifico, vedendosi così ampliare la propria sfera di influenza sia sulla terraferma sia sull'oceano. Il Giappone ricevette così, dalla dissoluzione dell'impero coloniale tedesco imposta dalla conferenza di pace di Versailles, la concessione di Kiao-Ciao in Cina e nel Pacifico le isole Palau, Caroline, Marianne e Marshall.
Con la grande depressione in Giappone, come in molte altre nazioni, venne adottata una politica incentrata sul conseguimento del benessere del Paese; era comunque una forma politica unica (strettamente correlata alle forme del fascismo giapponese), che univa inoltre alcuni aspetti paralleli alle forme di fascismo europei.
Diversamente dai regimi di Adolf Hitler e Benito Mussolini, il Giappone ebbe due obiettivi economici da perseguire nello sviluppo del proprio impero: in primo luogo, come accaduto per le relative controparti europee, mirò a costituire un'industria militare interna strettamente controllata dallo Stato contribuendo così a risollevare la situazione economica dalla depressione e, secondariamente, tentò di ovviare alla mancanza di risorse naturali sulle isole che formano il Giappone, necessarie per mantenere un settore industriale forte con uno sviluppo accelerato. Queste materie prime come il ferro, il petrolio e il carbone, dovevano in gran parte essere importate dall'estero, in particolare dagli Stati Uniti. Tutto ciò contribuì allo sviluppo di una stretta sinergia tra mondo militare e mondo industriale, teso da un lato allo sviluppo industriale, dall'altro all'acquisizione di colonie per competere con le potenze europee: Formosa (nel 1895) e la Corea (nel 1910) erano stati i primi territori occupati, prevalentemente per sfruttare gli insediamenti agricoli.
Il ferro e il carbone della Manciuria, la gomma in Indocina e le vaste risorse della Cina rappresentarono i successivi obiettivi dell'industria (e conseguentemente militari) del Giappone. La Manciuria venne invasa e occupata, con relativa facilità, nel 1931. Il Giappone giustificò tale occupazione con la liberazione dei Manciù dal controllo cinese, creando un governo fantoccio, il Manchukuo, e mettendovi a capo l'ex imperatore della Cina, Aisin Gioro Pu Yi, di origini Manciù. Il Jehol, un territorio cinese al confine con la Manciuria, venne occupato nel 1933. Nel 1936, prima dell'invasione della Cina, il Giappone firmò il patto anti-Comintern, rinnovandolo nel 1940, e divenne presto uno dei membri più influenti delle potenze dell'Asse.
Lo scontro totale tra Cina e Giappone iniziò nel 1937, con l'incidente del ponte di Marco Polo, generando una guerra a tre fra il Giappone, i comunisti di Mao Zedong e i nazionalisti di Jiang Jieshi. Il Giappone conquistò principalmente le regioni costiere cinesi, mentre l'entroterra rimase in massima parte in mano ai soldati del Kuomintang. Dopo il 1938 la guerra arrivò a un punto di stallo: i giapponesi non riuscirono mai a raggiungere la capitale nemica, Chongqing, né i cinesi riuscirono a contrattaccare e a riprendersi le coste. Frattanto, il 7 dicembre 1941, l'aeronautica nipponica attaccò la flotta americana ancorata a Pearl Harbor, provocando l'entrata degli Stati Uniti nella seconda guerra mondiale. Tale evento consentì per alcuni mesi il dominio pressoché totale del Giappone sull'oceano Pacifico e nell'Estremo Oriente, ma la situazione si rovesciò quando gli statunitensi, recuperato lo svantaggio, sconfissero la flotta giapponese nelle battaglie del mar dei Coralli e di Midway, iniziando una lenta, ma inarrestabile conquista dei possedimenti giapponesi. In Cina l'operazione Ichigo del 1944 fu la prima decisiva vittoria giapponese dopo anni di stasi, ma venne vanificata dalla sconfitta contro gli Stati Uniti un anno dopo, nel settembre 1945, che impose al Giappone di ritirarsi completamente dalla Cina, dalla Corea e dall'isola di Taiwan, come da ogni altro possedimento esterno all'arcipelago giapponese.

## Date principali e tappe dell'espansionismo giapponese
- 1868
  - Con l'appoggio dei samurai del dominio di Satsuma e di Chōshū, il quindicenne imperatore Meiji proclama la restaurazione del potere imperiale (4 gennaio). Il proclama segna l'inizio della guerra Boshin, in cui i lealisti prevalgono sullo shōgun Tokugawa Yoshinobu e pongono fine a sette secoli di dittatura militare.
- 1869
  - L'imperatore comunica la resa di Tokugawa Yoshinobu (3 gennaio).
- 1871
  - Abolizione del sistema han, con cui viene abolito il sistema feudale e vengono istituite le prefetture.
  - Partenza della missione Iwakura (23 dicembre), con la quale il Giappone ridefinisce i trattati ineguali che i Tokugawa erano stati costretti a siglare con le potenze occidentali e che dà il via al processo di modernizzazione del Paese.
  - Il sovrano Shō Tai del Regno delle Ryūkyū, tributario di Cina e del dominio di Satsuma, viene nominato re del dominio delle Ryukyu dall'imperatore Meiji. In questo modo il regno passa dalla giurisdizione di Satsuma a quella centrale della capitale Edo.
- 1874
  - Prima invasione di Taiwan: l'isola di Taiwan viene occupata da maggio a novembre come risposta all'incidente di Mudan e restituita alla Cina solo dopo il pagamento di una forte indennità.
- 1875
  - Russia e Giappone firmano il trattato di San Pietroburgo (7 maggio) con il quale alla Russia viene riconosciuta la sovranità sull'isola di Sachalin e al Giappone sulle isole Curili.
- 1879
  - Viene ufficialmente annesso al Giappone il Regno delle Ryukyu, che diventa la prefettura di Okinawa.
- 1889
  - Con l'entrata in vigore della cosiddetta Costituzione Meiji il Giappone diventa una monarchia costituzionale (29 novembre).
- 1894
  - Ha inizio la prima guerra sino-giapponese (1º agosto).
- 1895
  - Il trattato di Shimonoseki pone fine alla guerra. La Cina cede la penisola di Liaodong, Taiwan e le isole Pescadores al Giappone (17 aprile).
  - Seconda invasione di Taiwan: l'isola di Taiwan viene occupata e annessa all'Impero giapponese.
- 1901
  - Viene firmato il protocollo dei Boxer in seguito alla sconfitta cinese nella rivolta dei Boxer, che consente al Giappone e a potenze occidentali di insediare proprie truppe nei territori cinesi (7 settembre).
- 1904
  - Inizia la guerra russo-giapponese per il controllo della Manciuria e della Corea (8 febbraio).
- 1905
  - Il Giappone vince la guerra e viene firmato il trattato di Portsmouth, con il quale l'Impero russo cede al Giappone Port Arthur, la metà sud di Sachalin e il protettorato sulla Corea e sulla Manciuria meridionale (5 settembre).
- 1910
  - Con l'entrata in vigore del trattato di annessione nippo-coreano il Giappone acquisisce la sovranità sulla Corea (29 agosto).
- 1912
  - Muore l'imperatore Meiji e sale al trono il figlio Taishō (30 luglio).
- 1914
  - Il Giappone dichiara guerra all'Impero tedesco ed entra nella prima guerra mondiale (23 agosto).
- 1918
  - Intervento in Siberia della coalizione internazionale a supporto dell'Armata Bianca contro l'Armata Rossa, azione in cui le truppe giapponesi sovrastano numericamente tutti gli altri contingenti della coalizione (agosto).
- 1919
  - Dopo la sconfitta tedesca, alla conferenza di pace di Parigi del 1919 vengono trasferiti al Giappone i diritti tedeschi sullo Shandong e l'amministrazione di molte isole dell'oceano Pacifico con il mandato del Pacifico meridionale (18-21 gennaio).
- 1920
  - Tutti i contingenti partecipanti all'intervento in Siberia vengono ritirati a eccezione di quello giapponese.
- 1922
  - Spinto dalle pressioni diplomatiche degli Stati Uniti e del Regno Unito, il Giappone ritira le sue truppe dalla Siberia (ottobre).
- 1924
  - Takaaki Katō viene eletto primo ministro (11 giugno). Durante il suo mandato viene introdotto nel Paese il suffragio universale per gli uomini aventi almeno 25 anni e vengono dichiarati perseguibili i membri delle organizzazioni comuniste, socialiste e anarchiche.
- 1926
  - Muore l'imperatore Taisho (25 dicembre).
- 1927
  - Giichi Tanaka viene nominato primo ministro (20 aprile).
- 1928
  - Hirohito viene formalmente nominato imperatore del Giappone (10 novembre).
- 1929
  - Osachi Hamaguchi viene nominato primo ministro (2 luglio).
- 1930
  - Hamaguchi viene ferito durante un attentato alla sua vita (14 novembre).
- 1931
  - Muore Hamaguchi e Reijiro Wakatsuki viene nominato primo ministro (14 aprile).
  - Invasione giapponese della Manciuria dopo l'incidente di Mukden (18 settembre).
  - Tsuyoshi Inukai viene nominato primo ministro (13 dicembre) e incrementa i fondi per le operazioni militari in Cina.
- 1932
  - Dopo un attacco a un gruppo di monaci giapponesi a Shanghai (18 gennaio), le forze giapponesi occupano la città (29 gennaio).
  - I giapponesi creano in Manciuria lo Stato fantoccio di Manchukuo (18 febbraio) e pongono a capo dello Stato l'ex imperatore cinese Pu Yi (1º marzo). Nel 1934 Pu Yi sarebbe stato nominato imperatore del Manchukuo.
  - Inukai viene assassinato durante un tentativo di colpo di Stato e Makoto Saito viene nominato primo ministro (15 maggio).
  - Il Giappone viene sospeso dalla Lega delle Nazioni (7 dicembre).
- 1933
  - Il Giappone abbandona la Lega delle Nazioni (27 marzo).
- 1934
  - Keisuke Okada viene nominato primo ministro (8 luglio).
  - Il Giappone si ritira dal trattato navale di Washington (29 dicembre).
- 1936
  - Tentativo di colpo di Stato (incidente del 26 febbraio).
  - Kōki Hirota viene nominato primo ministro (9 marzo).
  - Il Giappone firma il primo patto di alleanza con la Germania nazista (25 novembre).
  - Forze giapponesi occupano Tsingtao (3 dicembre). Viene creato lo Stato fantoccio di Mengchiang nella Mongolia Interna.
- 1937
  - Senjūrō Hayashi viene nominato primo ministro (2 febbraio).
  - Il principe Fumimaro Konoe viene nominato primo ministro (4 giugno).
  - Incidente del ponte di Marco Polo (7 luglio).
  - Seconda guerra sino-giapponese.
  - Il Giappone occupa Pechino (31 luglio).
  - I giapponesi creano a Shangai lo Stato fantoccio chiamato: Governo della Grande Via (5 dicembre).
  - Il Giappone occupa Nanchino (13 dicembre) e inizia il massacro di Nanchino.
- 1938
  - Battaglia di Taierzhuang (24 marzo).
  - Canton, in Cina, viene occupata dalle forze giapponesi (21 ottobre).
  - Fumimaro Konoe annuncia il progetto "Nuovo ordine in Asia orientale" (22 dicembre), che precorre in scala minore il progetto "Sfera di co-prosperità della Grande Asia orientale", che sarebbe poi stato lanciato nel 1940.
- 1939
  - Hiranuma Kiichirō viene nominato primo ministro (5 gennaio).
  - Nobuyuki Abe viene nominato primo ministro (30 agosto).
- 1940
  - Mitsumasa Yonai viene nominato primo ministro (16 gennaio).
  - Il ministro degli esteri Arita Hachirō annuncia il progetto "Sfera di co-prosperità della Grande Asia orientale", che propugna l'unità dei popoli dell'Estremo Oriente e dei Paesi limitrofi sotto la guida giapponese (29 giugno).
  - Konoe inizia il secondo mandato di primo ministro (22 luglio).
  - Offensiva dei cento reggimenti (agosto-settembre).
  - Le forze giapponesi occupano l'Indocina e sottoscrivono il patto tripartito (27 settembre).
- 1941
  - Il generale Hideki Tōjō viene nominato primo ministro (18 ottobre).
  - Attacco aeronavale giapponese su Pearl Harbor, nelle Hawaii (7 dicembre).
  - Gli Stati Uniti dichiarano guerra al Giappone. Quello stesso giorno ha luogo l'invasione giapponese della Thailandia (8 dicembre).
  - Le forze giapponesi occupano Hong Kong (8-25 dicembre).
- 1942
  - Le truppe giapponesi passano il confine thai-birmano e ha inizio la conquista della Birmania (20 gennaio).
  - Singapore si arrende alle forze giapponesi (15 febbraio).
  - Bombardamento di Darwin, in Australia (19 febbraio).
  - Doolittle Raid su Tokyo (18 aprile).
  - Battaglia del Mar dei Coralli (4-8 maggio).
  - Le forze statunitensi e filippine si arrendono al termine della campagna delle Filippine (8 maggio).
  - Sconfitta giapponese nella battaglia delle Midway (6 giugno).
  - Vittoria alleata nella battaglia della Baia di Milne (5 settembre).
- 1943
  - Vittoria alleata nella campagna di Guadalcanal (9 febbraio).
  - Sconfitta giapponese nella battaglia di Tarawa (23 novembre).
- 1944
  - Tōjō rassegna le dimissioni e Kuniaki Koiso viene nominato primo ministro (22 luglio).
- 1945
  - Bombardieri statunitensi attaccano pesantemente le maggiori città del Giappone.
  - Il Giappone esce sconfitto nella battaglia di Iwo Jima (26 marzo).
  - L'ammiraglio Suzuki Kantarō viene nominato primo ministro (7 aprile).
  - Il Giappone esce sconfitto nella battaglia di Okinawa (21 giugno).
  - Gli Stati Uniti impiegano la bomba atomica su Hiroshima (6 agosto) e Nagasaki (9 agosto).
  - Invasione della Manciuria da parte dell'Unione Sovietica
  - Resa ufficiale del Giappone (14 agosto): inizia l'occupazione Alleata.

## Politica

### Imperatori
- Meiji Tennō (1867-1912, ma costituzionalmente 1890-1912)
- Taishō Tennō (1912-1926)
- Shōwa Tennō (1926-1989, ma costituzionalmente 1926-1947)

### Primi ministri
- Giichi Tanaka, 20 aprile 1927 - 2 luglio 1929
- Osachi Hamaguchi, 2 luglio 1929 - 14 aprile 1931
- Wakatsuki Reijirō, 14 aprile 1931 - 13 dicembre 1931
- Tsuyoshi Inukai, 13 dicembre 1931 - 15 maggio 1932
- Saitō Makoto, 15 maggio 1932 - 8 luglio 1934
- Keisuke Okada, 8 luglio 1934 - 9 marzo 1936
- Kōki Hirota, 9 marzo 1936 - 2 febbraio 1937
- Senjūrō Hayashi, 2 febbraio 1937 - 4 giugno 1937
- Fumimaro Konoe, 4 giugno 1937 - 5 gennaio 1939
- Hiranuma Kiichirō, 5 gennaio 1939 - 30 agosto 1939
- Nobuyuki Abe, 30 agosto 1939 - 16 gennaio 1940
- Mitsumasa Yonai, 16 gennaio 1940 - 22 luglio 1940
- Fumimaro Konoe, 22 luglio 1940 - 18 ottobre 1941
- Hideki Tōjō, 18 ottobre 1941 - 22 luglio 1944
- Kuniaki Koiso, 22 luglio 1944 - 7 aprile 1945
- Suzuki Kantarō, 7 aprile 1945 - 16 agosto 1945